# Csomád
Csomád (szlovákul: Čomad) község Pest vármegyében, a Dunakeszi járásban, a budapesti agglomerációban.

## Fekvése
A Pesti-hordalékkúpsíkság keskeny északi nyúlványa és a Gödöllői-dombság határán helyezkedik el. Budapesttől Fóton át az Őrbottyán felé vezető 2102-es, majd a 2103-as úton érhető el; utóbbi a belterületének keleti részén halad át, míg a központjába a 21 108-as számú mellékút vezet.
Településrészei: Régi Csomád, Akácos lakóliget, Napsugár utcai lakópark, Levente utcai lakópark.

### Közlekedése
Közösségi közlekedéssel Újpest-Városkaputól a Volánbusz 313-as, 314-es, 315-ös, 316-os, 318-as és 319-es járataival közelíthető meg. Csomádnak a Budapest–Vácrátót–Vác-vasútvonalon egy vasútállomása is van, ám az valójában Fót külterületei között található, a községtől több mint 2 kilométer távolságban. Gépkocsival Fót, Veresegyház és Őrbottyán irányából érhető el.

## Története
Csomádot története során két falura tudjuk tagolni. Az első település már Fajsz nagyfejedelem idején is létezett; északnyugatra feküdt a mai falutól, a novje vinice (újhegyi szőlők) és a podstávka (erdőalja) nevű területeken.

### A régi falu részei
- Lestyina
- Temető
- Rét-dűlő
- Hosszú-völgy
- Kukoricások
- Új-hegy
- Dores
- Juhász-halom
- Hátulsó-hegy
- Jahodárna (epreskert)
- Staré humná (régi szérűskertek)

A dőlt betűkkel írtak a faluszélét képezték.

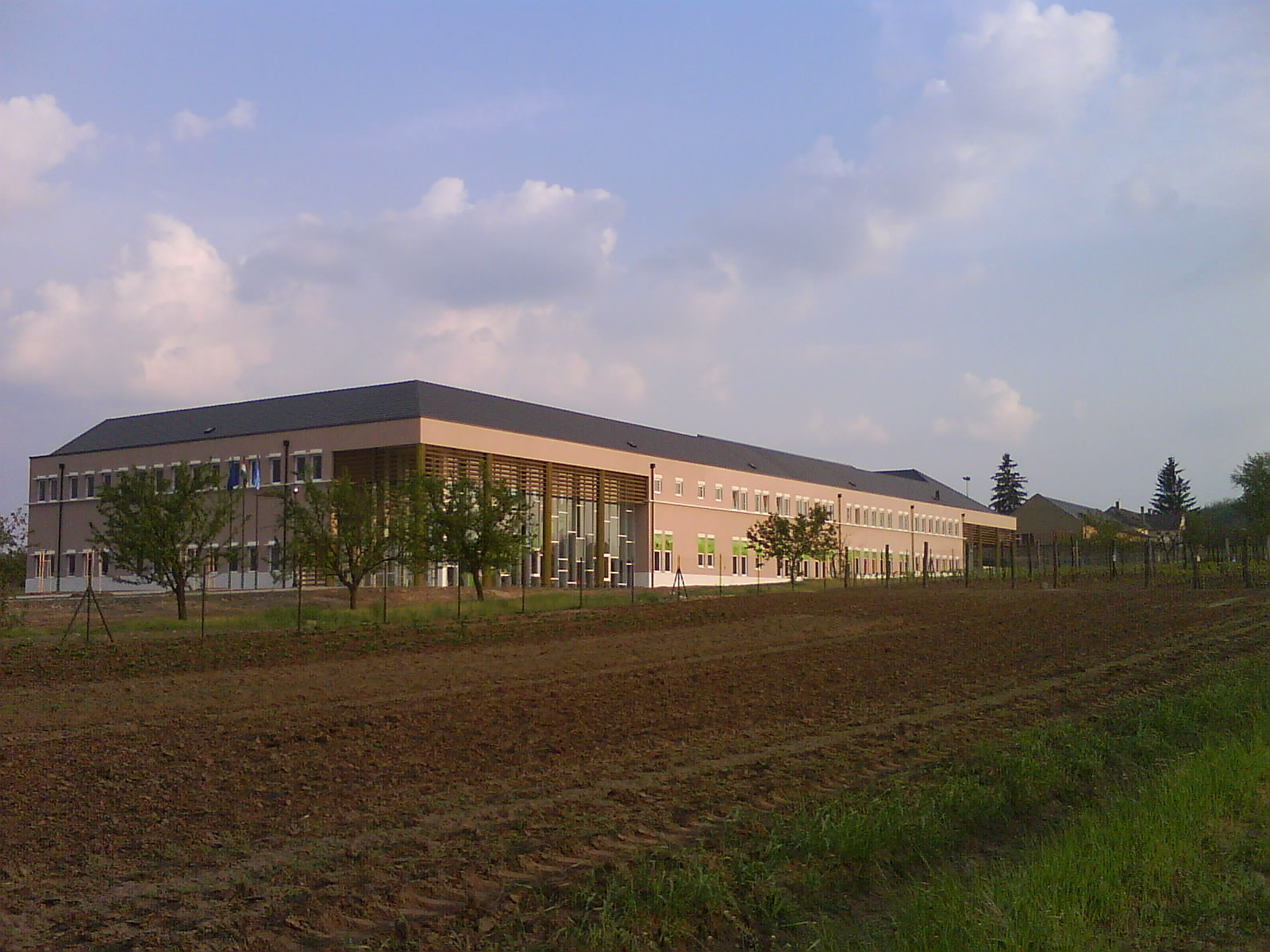
Az új Esztergály Mihály Általános Iskola

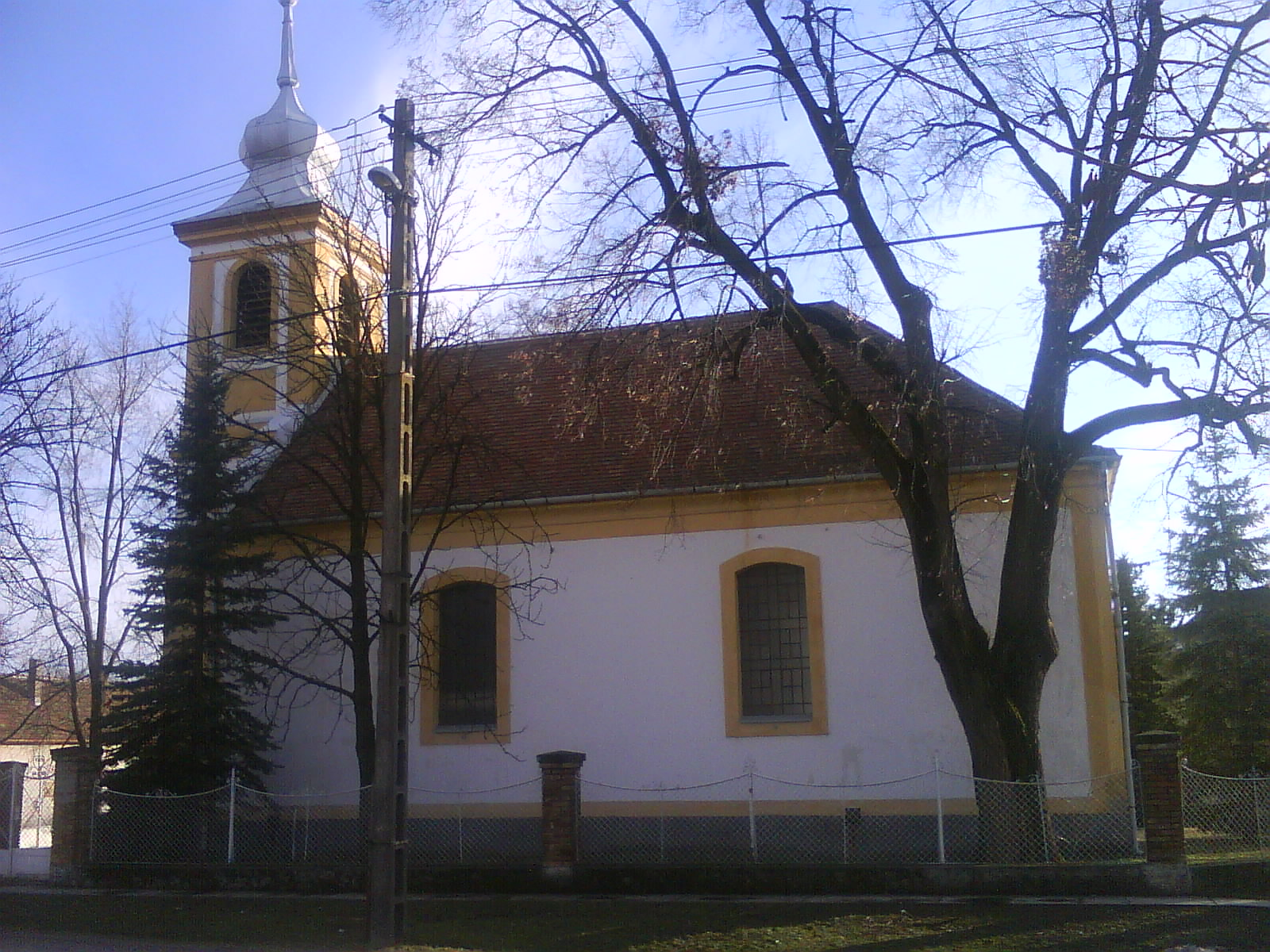
A csomádi evangélikus templom

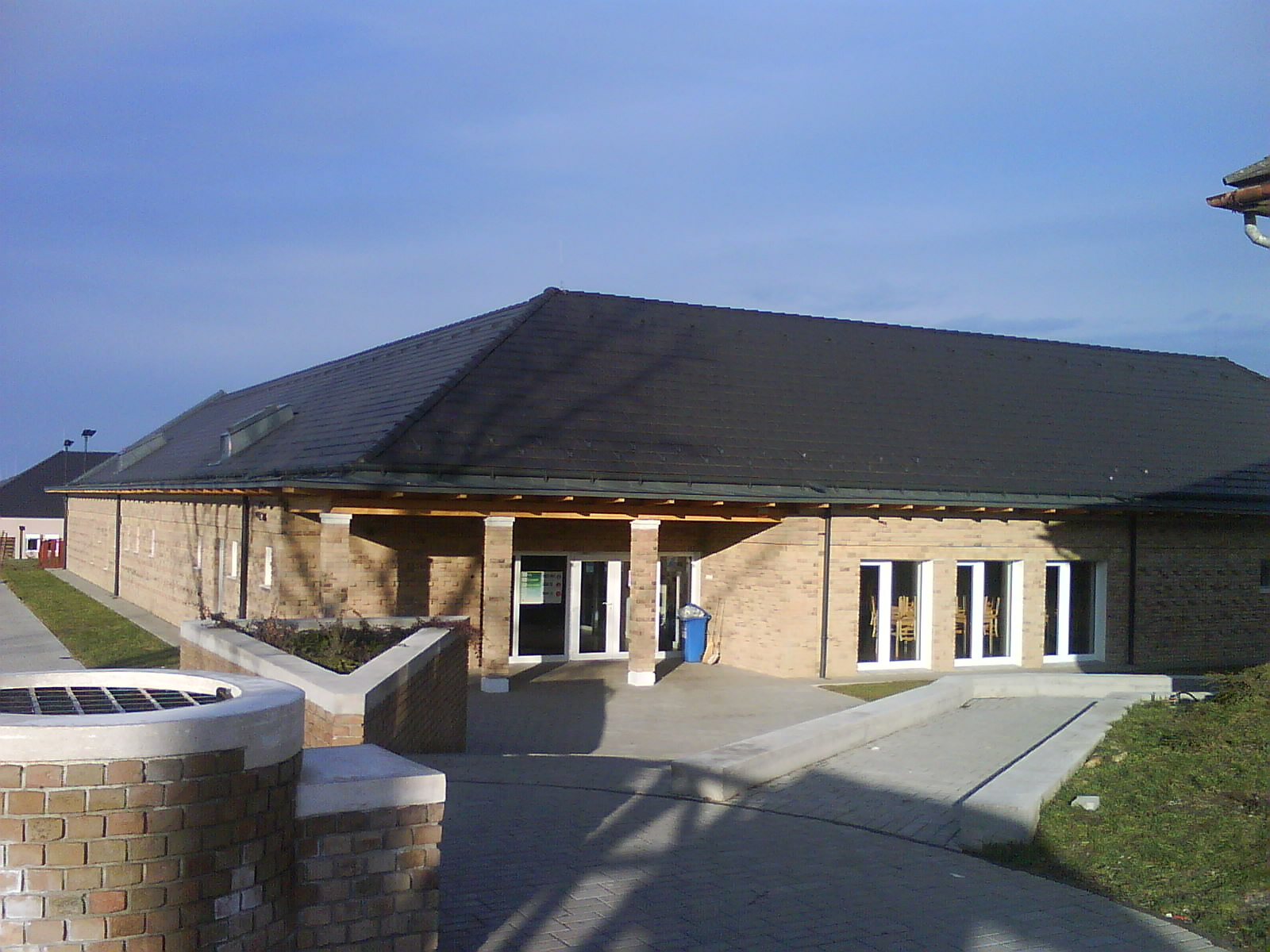
Az új Csomádi Napköziotthonos Óvoda

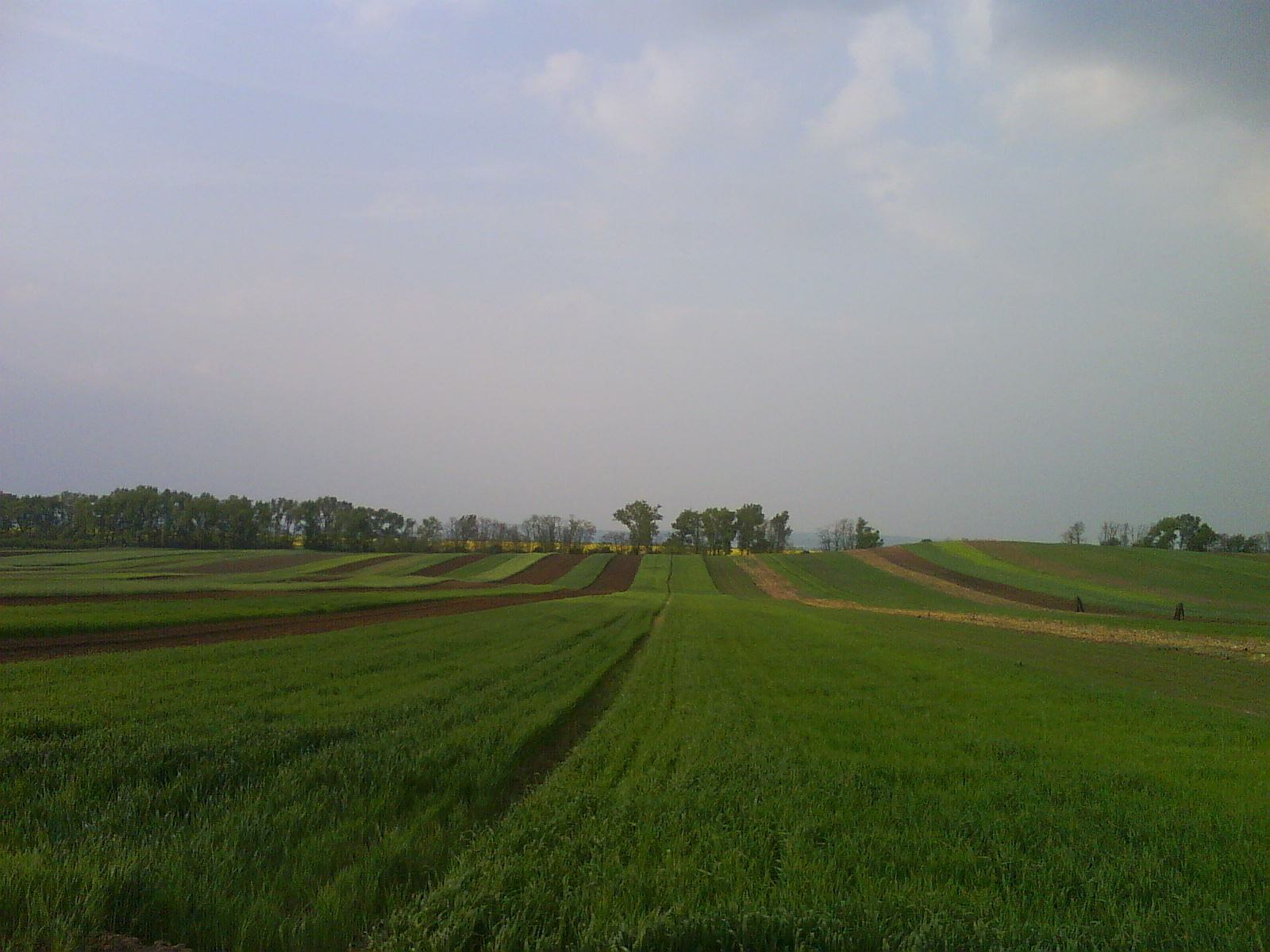
Csomád határában...

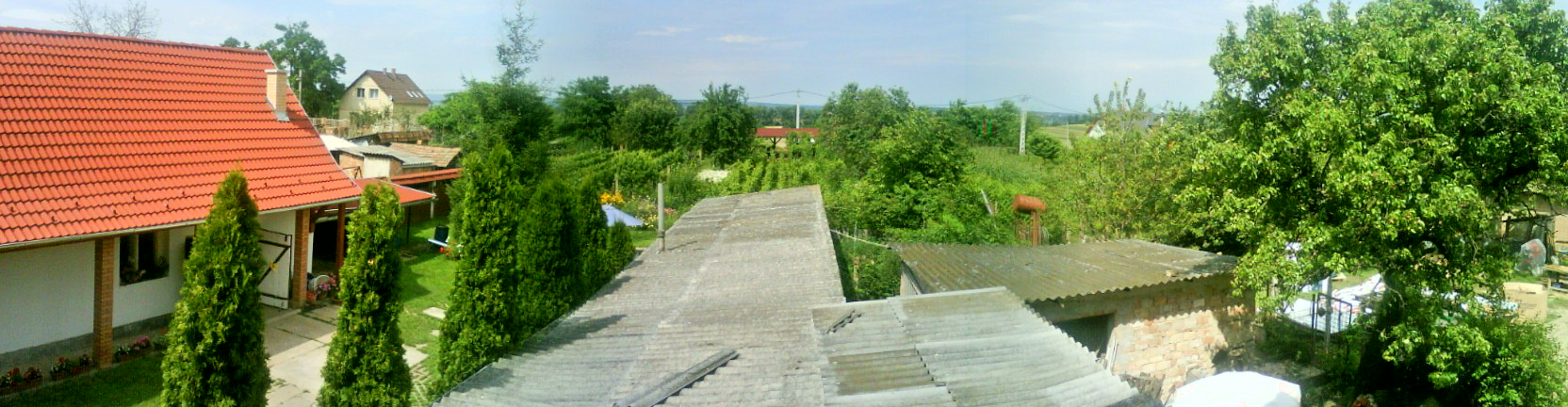
Csomádi kertek

A faluról már Anonymus is írt a Gesta Hungarorumban, Chunad néven. Ő a falu nevét Csanád vezér nevéből származtatja. Egy másik feltevés szerint azonban lehetséges, hogy a település neve a szlovák Čo máš? (Mi van neked?) kérdésből ered, mely a bő terményre utalhat.
Csomád nevének alakulása az idők során a következő:
1219: Sunad vagy Chunad; 1430: Chanad; 1432: Chamat; 1466: Chamad; 1527: Chonad; 1559: Csanád; 1676: Csomad; 1702: Csanád; 1724: Csomád; 1773: Cschomád; és az 1800-as évek elejétől már mindig a Csomád névalak szerepel.
A német reformáció hamar elérkezett ebbe a térségbe, már az 1520-as években. A falu lakossága hamar evangélikus hitre tért át, viszont a környék települései a református egyház tanait vették fel.
Az 1526-os mohácsi csatavesztés után a törökök benyomultak az országba. Ekkor kezdődött a falu hanyatlása: Pest vármegye 43 települése teljesen elpusztul, köztük Csomád is. Csanády Márton leánya, Orsolya eladja itteni birtokait az egyre szaporodó fosztogatások miatt, s 1546-ban a település már nem is szerepel a török adóösszeírásban.
1559-ben a területet már puszta, elhagyatott helyként emlegetik. Ezzel véget ért az első falu története.
A terület több, mint 200 évig lakatlan, csak az 1711-es szatmári béke után kezdenek betelepülni az emberek, egészen pontosan 1729-től. 1730-ban még csupán 11 család él itt, azonban 1744-ben már 19, s 1760-ban már 34. Ekkor már 553 fő lakja Csomádot. A betelepítés 1784-ben fejeződött be.
1742-ben indult meg az oktatás szlovák nyelven. Ezek után érkezett meg (1835-ben) a szlovákajkú településre Esztergály Mihály (1788-1860) evangélikus lelkész, kinek munkája révén megindult a magyar nyelvű oktatás is Csomádon. 1860-tól Zvarinyi Lajos evangélikus lelkész folytatta a munkát. Haláláig, 1874-ig járta a Csomádhoz tartozó településeket, Fótot és Mogyoródot is. Zvarinyi Lajos édesanyja Kernuch Zsuzsánna egyben Petőfi Sándor szárazdajkája volt, akihez a Szülőföldemen című verset írta, ennek okán járhatott Petőfi Csomádon.
Őt követte legkisebb testvére Zvarinyi János ev. lelkész, aki 1897-ig szolgálta faluját, majd Szarvason választották lelkésszé.
A 18. században először a Beniczky család birtokolta a területet, majd gróf Fekete György országbíró birtokává lett. 1808-ban azonban a Fóti Uradalommal együtt a falu a Károlyi családhoz került.
A falu töretlenül fejlődött, azonban 1810. június 9-én, a pünkösd előtti szombat délutánon a paplakhoz közel tűz ütött ki egy házban. Az oka valószínűleg az akkor átvonuló császári katonák vigyázatlansága. Két óra leforgása alatt hat ház és az iskola kivételével az egész település porrá égett: 67 ház és a templom lett a tűz martaléka.
A fóti tiszttartó, Wittich Antal jelentést küldött özv. gróf Károlyi Józsefnének, aki ekkortájt Tótmegyeren tartózkodott. Meglepően hamar, június 17-én válasz is érkezett tőle:

„A tűz által megkárosodott szerencsétlen csomádi esedezőknek felsegélésére ezen mostan folyó 1810. esztendőre kétezer rénes forintból álló szerződéses árendájukat egészen elengedem, s őket egyszersmind ugyanezen folyó esztendő kivévén a szőlőműveltetést és a pesti udvaron szükségére megállapított fahordást, minden egyéb urbariális szolgálat alul felszabadítom. Ezen kívül ami kaszálni való fű vagyon a csomádi erdőben, másik előtt nekik adassék oda, minthogy pedig ezen elengedés az egész helységének leszen javára, azért tűzveszélytől megoltalmazott hat lakosok tartoznak a többi szerencsétleneket segíteni.”

– özv. gróf Károlyi Józsefné

A tűzvész után lassan folyt az újjáépítés, az 1848-as forradalom idején mindössze 18 fő lakta a kicsiny települést. 1865 környékén felütötte a fejét a fekete himlő, majd a kolera szedte áldozatait.
A falut sem kímélték a világháborúk; az elsőben 30 ember, míg a másodikban 16 ember esett el. Utóbbi idején nem csak emberveszteséget élt át Csomád; 5 ízben bombatámadások is érték.
A szocializmus ideje alatt csak részben fejlődött, 1990-ben azonban, a rendszerváltás után önálló önkormányzatot kapott, s elindult a rohamos fejlődés útján. Három lakópark is épült azóta: az Akácos lakóliget, a Napsugár utcai, valamint a Levente utcai lakópark. Ez bizonyítja azt, hogy a jelenkorban történő szuburbanizáció egyik központja Csomád lett.

## Közélete

### Polgármesterei
- 1990–1994: Eszlényi László (független)[3]
- 1994–1998: Papp Ferenc (független)[4]
- 1998–2000: Peszeki Sándor (független)[5]
- 2001–2002: Klement János (független)[6][7]
- 2002–2006: Klement János (független)[8]
- 2006–2010: Klement János (független)[9]
- 2010–2014: Klement János (független)[10]
- 2014–2019: Klement János (független)[11]
- 2019–2024: Klement János (független)[12]
- 2024– : Klement János (független)[1]

A településen 2001. március 4-én időközi polgármester-választást tartottak, az előző polgármester lemondása miatt.

## Népesség
A törökök kiűzése utáni betelepítés eredményeként a falu népessége a Hont vármegyei evangélikus szlovákokból állt össze. Mára azonban a szuburbanizáció következtében újabb betelepülési hullám figyelhető meg.
A község népessége a következőképpen alakult a rendszerváltás után:
| Időpont        | Népesség | Lakások száma |
| -------------- | -------- | ------------- |
| 1991. 01. 01.  | 715      | 242           |
| 1993. 01. 01.  | 720      | 244           |
| 1995. 01. 01.  | 731      | 244           |
| 1997. 01. 01.  | 751      | 248           |
| 1999. 01. 01.  | 798      | 256           |
| 2001. 02. 01.* | 813      | 288           |
| 2003. 01. 01.  | 866      | 297           |
| 2005. 01. 01.  | 1042     | 380           |
| 2007. 01. 01.  | 1193     | 424           |
| 2009. 01. 01.  | 1405     | 506           |

(A *-gal jelölt dátum népszámlálás.)
Megfigyelhető, hogy a népesség majdnem duplájára, a lakások száma több, mint duplájára nőtt 1991–2009 között.
| Lakosok száma | 1546 | 1578 | 1650 | 1744 | 1806 | 1802 | 1850 |
|               | 2013 | 2014 | 2018 | 2021 | 2022 | 2023 | 2024 |

A 2011-es népszámlálás során a lakosok 92,7%-a magyarnak, 0,6% németnek, 0,4% románnak, 0,2% ruszinnak, 0,3% szerbnek, 15,9% szlováknak, 0,2% szlovénnek mondta magát (7,2% nem nyilatkozott; a kettős identitások miatt a végösszeg nagyobb lehet 100%-nál). A vallási megoszlás a következő volt: római katolikus 22,1%, református 6,4%, evangélikus 26,5%, görögkatolikus 0,6%, felekezeten kívüli 17,5% (23,8% nem nyilatkozott).
2022-ben a lakosság 91,1%-a vallotta magát magyarnak, 4,7% szlováknak, 0,4-0,4% németnek, románnak és lengyelnek, 0,2% cigánynak, 0,1-0,1% szlovénnek, szerbnek, görögnek, ukránnak, ruszinnak és örménynek, 4,3% egyéb, nem hazai nemzetiségűnek (8,5% nem nyilatkozott; a kettős identitások miatt a végösszeg nagyobb lehet 100%-nál). Vallásuk szerint 18,6% volt római katolikus, 17,8% evangélikus, 5,4% református, 1,2% görög katolikus, 0,1% izraelita, 2,4% egyéb keresztény, 0,3% egyéb katolikus, 14,6% felekezeten kívüli (39,4% nem válaszolt).

## Nevezetességei
Csomád nevezetességének számított az Ó-temetőben lévő Esztergály Mihály sírja, azonban a temetőt felszámolták, de a síremlék az új temető emlékparkjában került elhelyezésre, földi maradványaival együtt.

## Oktatás
A településen egy óvoda (Csomádi Napköziotthonos Óvoda) és egy általános iskola (Esztergály Mihály Általános Iskola) működik. Az új óvodát 2008 október 3-án, az iskolát 2010. március 13-án adták át, felváltva a régi, korszerűtlen épületeket.

## Testvérvárosa
- Szete, Szlovákia